# Esquièze-Sère
Esquièze-Sère é uma comuna francesa na região administrativa de Occitânia, no departamento dos Altos Pirenéus. Estende-se por uma área de 1,52 km². Em 2010 a comuna tinha 416 habitantes (densidade: 273,7 hab./km²).